# Fiandraia
Fiandraia es un género extinto correspondiente a un mamífero del orden Notoungulata. Se ha reportado para depósitos fósiles del Mioceno de Uruguay. Originalmente fue clasificado por Francisco Lucas Roselli como un mesotérido, más tarde como un interatérido y también como un toxodóntido.